# جورجيا بيرك
جورجيا بيرك (بالإنجليزية: Georgia Burke)‏ هي ممثلة أمريكية، ولدت في 27 فبراير 1878 في لاغرانغ في الولايات المتحدة، وتوفيت في 28 نوفمبر 1985 في مانهاتن في الولايات المتحدة.

## وصلات خارجية
- جورجيا بيرك على موقع IMDb (الإنجليزية)
- جورجيا بيرك على موقع ميوزك برينز (الإنجليزية)
- جورجيا بيرك على موقع قاعدة بيانات برودواي على الإنترنت (الإنجليزية)
- جورجيا بيرك على موقع قاعدة بيانات الفيلم (الإنجليزية)